# 베를린 요르크슈트라세역
베를린 요크르슈트라세역(Bahnhof Berlin Yorckstraße)역은 베를린 템펠호프쇠네베르크구 쇠네베르크에 있는 베를린 S반 및 베를린 U7의 철도역이다. 서로 별개의 역으로 간주되며 250 m 떨어져 있는 S반 역 두 개와 U반 역 1개로 구성되어 있다.
- S반 요르크슈트라세(그로스괴르셴슈트라세)역(S-Bahnhof Yorckstraße (Großgörschenstraße)): 베를린 남북 S반선에 위치해 있으며 S1 열차가 사용한다.
- S반 요르크슈트라세역(S-Bahnhof Yorckstraße): 안할트 근교선에 위치해 있으며 S2, S25, S26 열차가 사용한다.
- U반 요르크슈트라세역(U-Bahnhof Yorckstraße): U7의 중간역이다.

S반 선로 서쪽을 따라서는 베를린-마그데부르크선의 사용하지 않는 열차선이 지나간다. S반 선로 동쪽을 따라서는 안할트 근교선 및 드레스덴선의 장거리 열차선이 지나갔으며, 오늘날에는 베를린 남북 장거리선이 지나간다. 열차선에는 승강장이 설치되어 있지 않다. S반역 북쪽으로는 요르크슈트라세를 건너는 철교가 다수 설치되어 있으며, 건축유산으로 지정되어 있다.

## 구 그로스괴르셴슈트라세역

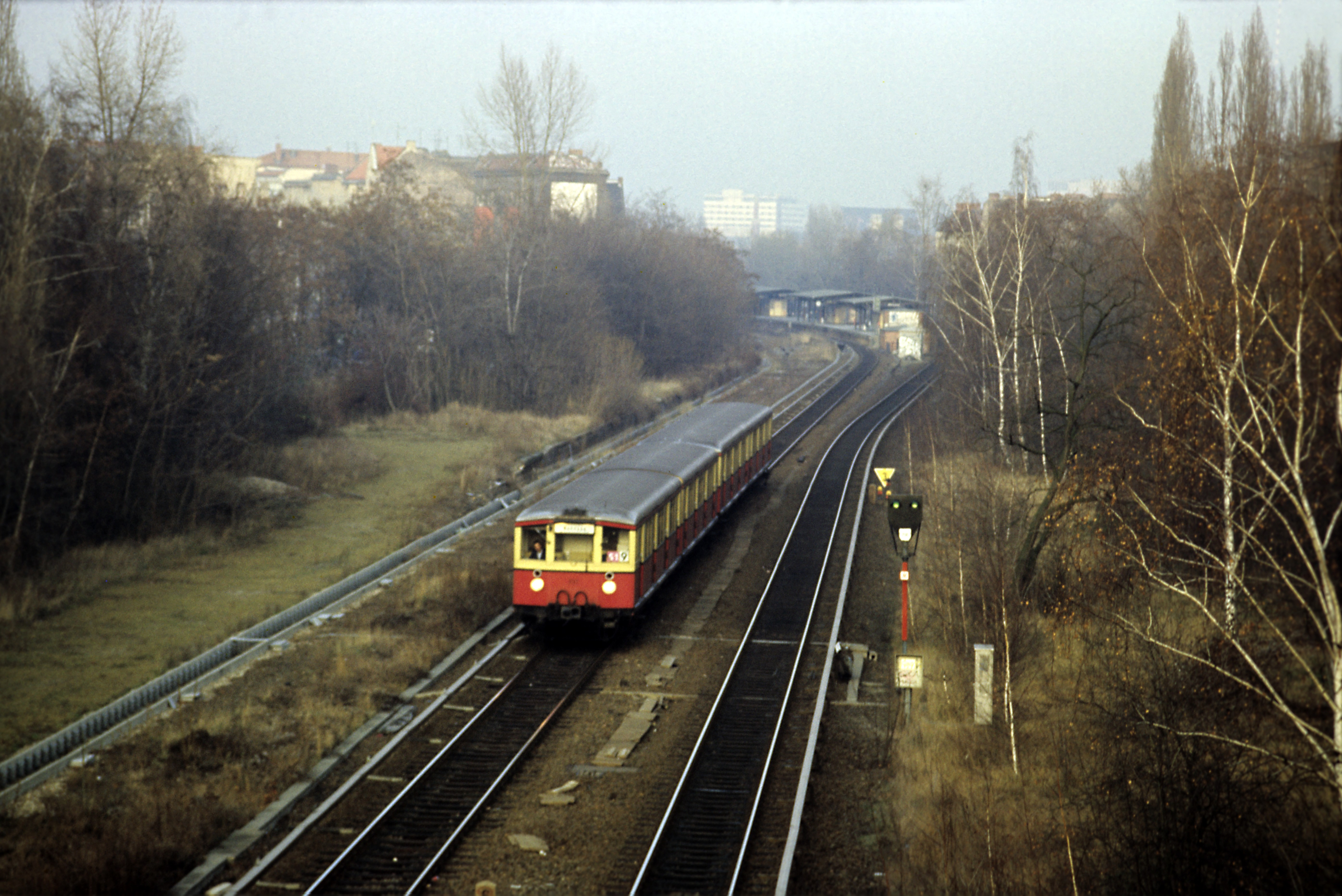
왼쪽: 구 승강장의 흔적, 오른쪽: 남북 S반선상의 역, 1989년

1891년 10월 1일 베를린-마그데부르크선과는 별도의 선로를 사용하는 교외선인 반제선의 그로스괴르셴슈트라세역(Bahnhof Großgörschenstraße)으로 개업했다. 베를린과 포츠담간 철도는 프로이센 왕국 최초의 철도 노선이었으며 이후 마그데부르크까지 연장되었다. 1881년에는 순환선과의 연결선이 건설되어 포츠다머 플라츠역에서 순환선의 쇠네베르크(이후 콜로넨슈트라세(Kolonnenstraße)로 개칭, 2008년에 건설된 율리우스레버브뤼케역 일대에 위치)역으로 연결되었다. 공간상의 이유로 교외선 열차용 승강장이 건설되지 않았고, 그로스괴르셴슈트라세역을 대체하기 위하여 북쪽에 새로운 역을 건설했다. 두 역 사이에는 환승 통로가 있었다.
1883년 황제 전용역인 Hofstation이 개업했다. 그로스괴르셴슈트라세 교외선역 동쪽, 환승 통로 북쪽에 지어졌다. 황제 전용역은 독일 황제와 황태자가 템펠호퍼 펠트에서 진행된 열병식에 참여할 때 사용했다. 1911년에 철거되었다.
1924년부터 교외선이 전철화되면서 1933년에 이 역을 포함한 반제선 전 구간이 S반에 편입되었다.
위치: 북위 52° 29′ 27″ 동경 13° 21′ 58″ / 북위 52.4909217°  동경 13.3662122° 

## 요르크슈트라세(그로스괴르셴슈트라세)역
1934년 건설된 베를린 남북 S반선의 남부 구간은 1939년 가을이 되어서야 운행을 시작할 수 있었다. S반 운행을 위해서 슈탐반의 S반선과 열차선이 맞바뀌었다. 그 결과 구 그로스괴르셴슈트라세역이 폐역되었고 1939년 10월 9일에 새로운 역이 개업했다. 건설 당시에는 임시역사로만 사용할 것을 간주했다. 구 역의 북동쪽에 위치해 있으며, 그로스괴르셴슈트라세와 요르크슈트라세 보행자 터널 중앙에 위치해 있다. 개통 당시에는 구 역명을 임시로 사용했다.
역 개통 이후 베를린에서의 철도 재조정 계획안이 발표되었다. 이에 따라서 역에는 목재로 건설한 간단한 승강장 지분만 건설되었다. 제2차 세계 대전으로 인하여 계획된 개축이 취소되었고 임시 역사가 사실상의 정식 역사가 되었다.
1980년 독일국영철도 파업 당시 영업을 중지했다. 드레스덴선과 안할트 근교선을 사용하는 S반 열차는 그 때까지 북역 기지에서 관리되었다. 서베를린 BVG가 영업을 양도받은 후인 1984년 1월 9일에는 동베를린에 있었던 기지가 폐쇄되었고, 반제선을 통해서 반제역까지 회송되었다. 1985년 2월 1일 S반 영업이 재개되었다.
1992년 5월 31일 그로스괴르셴슈트라세역에서 요르크슈트라세(그로스괴르셴슈트라세)(Yorckstraße (Großgörschenstraße))역으로 개칭되었다. U반 요르크슈트라세역과의 환승역임을 알리는 동시에 S2, S25, S26 정차역과는 다르다는 것을 드러낸다.
2012년에 엘리베이터가 설치되었다. 2013년에는 요르크슈트라세와 그로스괴르셴슈트라세 보행자 터널 위를 지나는 S반 선로 보수 공사가 시작되었다.
2016년 초에 1인 승무를 위한 ZAT-FM이 도입되었다.
위치: 북위 52° 29′ 32″ 동경 13° 22′ 4″ / 북위 52.49222°  동경 13.36778° 

## S반 요르크슈트라세역

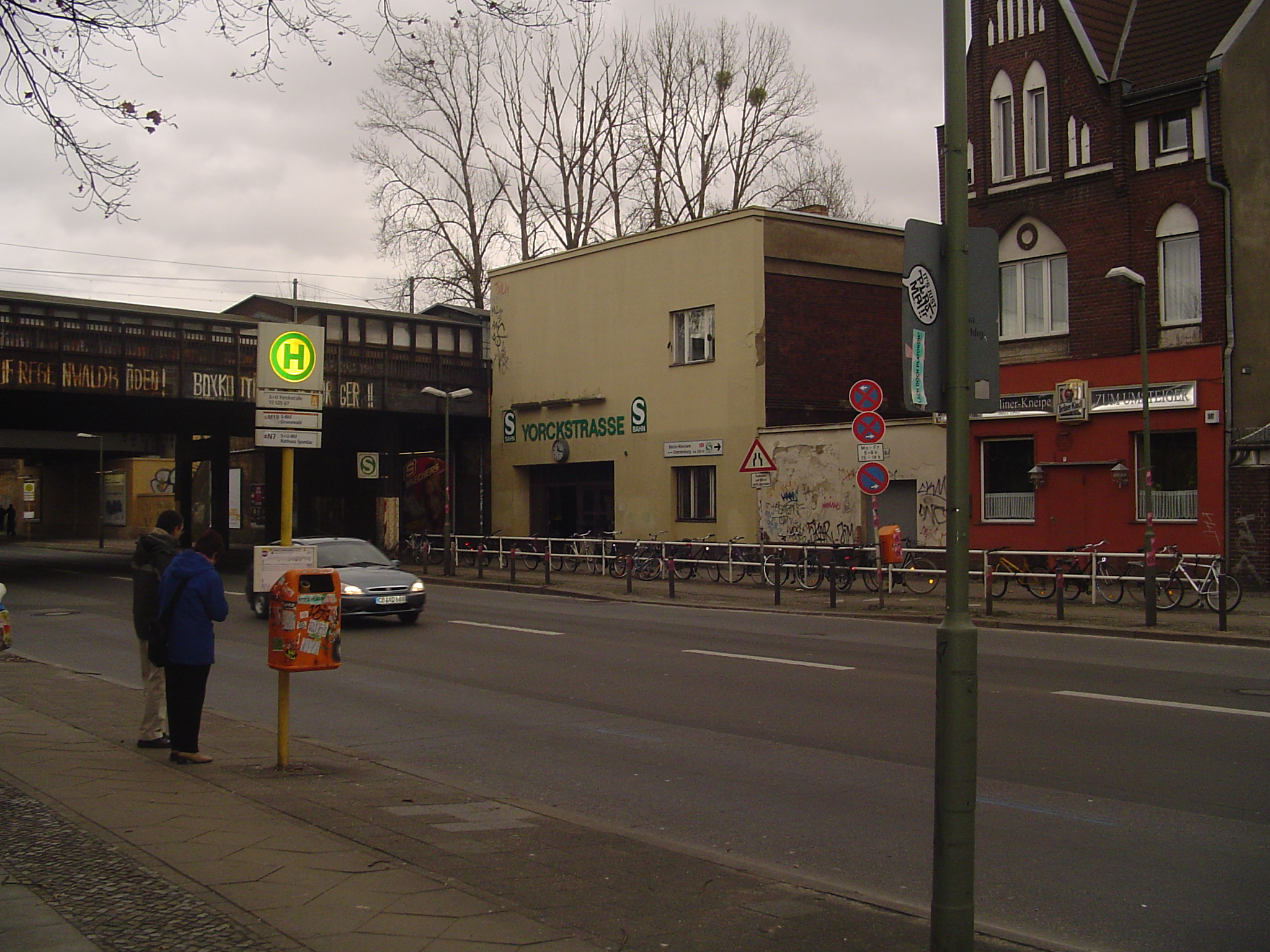
요르크슈트라세역 출입구

안할트 근교선의 역은 1903년 5월 1일에 개통했다. 이 역에는 포츠담 순환선 및 근교선역발 열차가 정차했으며, 장거리 열차는 안할트역 근교선 승강장 동쪽에서 영업했다. 개통 이후 그로스리히터펠데 오스트 방면으로의 노선이 시험적으로 직류 750 V 상면 접촉식 제3궤조로 전철화되었다.
전철화에 따라서 1929년에 직류 800 V 하면 접촉식 제3궤조로 전철화되었다. 안할트선만 전철화되었기 때문에 드레스덴선은 계속 증기 기관차 견인 교외선 열차가 운행했다. 1939년 11월 6일 베를린 남북 S반선이 개통되면서 S반 열차가 터널로 운행했고, 이 터널을 통해서 베르나우, 펠텐 방면 열차가 운행했다. 몇 주 후에도 드레스덴선 또한 전철화되었다.
베를린 전투 당시였던 1945년 5월 2일 헬무트 바이틀링 장군의 영업 중단 명령 몇 시간 전인 오전 7시 55분에 란트베어 운하 아래의 남북 S반선 터널이 SS에 의해서 폭파되었다. 터널이 폭파됨에 따라서 열차 운행도 중단되었다. 종전 이후 터널이 복구되기 전까지는 남쪽에서 올라오는 열차가 임시로 요르크슈트라세역에 종착했다. 1947년 11월 중순에는 남북 S반선 터널 운행이 재개되었다.
1980년 독일국영철도 파업에도 영향을 받지 않았고, 파업 이후에도 독일국영철도에서 운영한 몇 안 되는 노선이었다. 1984년 서베를린 BVG에서 영업권을 양도받은 이후에는 안할트선 영업을 중단했고, 드레스덴선 방면 열차만 S2로 운행했다. 1988년 복선화 공사 당시에 요르크슈트라세역 영업이 잠시 중단되었다. 1980년대 중반에는 S2 노선을 베를린 순환선과 반제선 경유로 조정하고 요르크슈트라세역을 철거하여 아우토반 103호선 건설에 사용할 계획이 있었다. 고속도로 건설이 취소되면서 운행 조정도 취소되었다.
도이체 반은 요르크철교 개보수 공사와 함께 2017년부터 이 역의 개보수 공사를 진행할 것을 계획했다. 승강장 폭을 확대하고 요르크슈트라세 북쪽으로의 통행 편의를 의도했다. 추가로 승강장과 지상을 연결하는 엘리베이터 1기를 건설할 계획이 있다. 개보수 공사 예산은 400만 유로로 예상되었다. 그러나 2017년에 공사가 시작되지 않았고, 구체적인 일정은 확정되지 않았다.
좌표: 북위 52° 29′ 32″ 동경 13° 22′ 20″ / 북위 52.49222°  동경 13.37222° 

## U반 요르크슈트라세역
남북 도시철도선의 두 지선이 6호선과 7호선으로 나뉜 이후 7호선을 뫼케른브뤼케역으로 연장하면서 서쪽으로의 추가 연장 계획이 세워졌다. 1964년에는 요르크슈트라세 도로에서 페어벨리너 플라츠역으로의 연장 노선이 착공하여 1967년까지 이어졌다. S반 그로스괴르셴슈트라세역 아래를 S형 곡선으로 통과하기 위해서 베를린에서 최초로 실드 터널로 건설한 구간이다.
U반 요르크슈트라세역은 라이너 륌러가 설계했다. 역사 외벽은 빨간색-주황색 소형 타일로 마감했고, 중간에 20 cm 흰색 타일로 줄무늬가 들어가 있으며 그 자리에 역명이 표시되어 있다. 승강장 길이는 110 m, 폭은 7.1 m이며, 흰색 타일로 마감된 기둥이 2열로 배치되어 있다. 1971년 1월 29일 뫼케른브뤼케-페어벨리너 플라츠 연장 구간 개통과 함께 영업을 시작했다.
2015년까지 엘리베이터 설치를 위해서 260만 유로 예산이 예상되었다. 2016년 2월에 엘리베이터 공사가 착공하여 11월 30일에 완공되어 운영을 개시했다. 엘리베이터 공사에 소요된 예산은 60만 유로이다.
2020년부터 역 개보수공사가 진행 중이다. 역 천장을 철거하여 천장고를 1.5 m 더 높일 예정이다. 벽면 디자인도 타일에서 색칠로 변경할 예정이며, 승강장 동쪽 끝에 새로운 대합실과 두 번째 엘리베이터를 설치할 예정이다. 2023년 가을까지 공사의 대부분이 완료될 예정이다.

## 인접 철도역
S반 요르크슈트라세역과 요르크슈트라세(그로스괴르셴슈트라세)역에는 직통 환승 통로가 없다. U반에서 S반 요르크슈트라세역으로 환승하려면 길을 건너가야 했기 때문에, 1984년 S반 영업권을 양도받은 서베를린 BVG는 1985년 12월에 지하철 출구에서 바로 이어지는 임시 보행자 통로를 개설했다. 해당 임시 통로는 계속 사용 중이다. 베를린 버스 M19번과 환승할 수 있으며 각각 S반 정거장에 별도로 정차한다.
| 베를린 S반 요르크슈트라세(그로스괴르셴슈트라세) | 베를린 S반 요르크슈트라세(그로스괴르셴슈트라세) | 베를린 S반 요르크슈트라세(그로스괴르셴슈트라세) |
| ----------------------------------------------- | ----------------------------------------------- | ----------------------------------------------- |
| 안할트역 오라니엔부르크 방면                    | S1                                              | 율리우스레버브뤼케 반제 방면                    |
| 베를린 S반 요르크슈트라세                       |                                                 |                                                 |
| 안할트역 베르나우 바이 베를린 방면              | S2                                              | 쥐트크로이츠 블랑켄펠데 방면                    |
| 안할트역 헤니히스도르프 방면                    | S25                                             | 쥐트크로이츠 텔토 슈타트 방면                   |
| 안할트역 블랑켄부르크 방면                      | S26                                             | 쥐트크로이츠 텔토 슈타트 방면                   |
| 베를린 지하철                                   |                                                 |                                                 |
| 클라이스트파르크 라트하우스 슈판다우 방면       | U7                                              | 뫼케른브뤼케 루도 방면                          |

## 참고 문헌
- Berliner S-Bahn Museum: Strecke ohne Ende – Die Berliner Ringbahn. GVE, Berlin 2002, ISBN 3-89218-074-1.